# Heinz P. Kemper
Heinz P. Kemper (* 20. Oktober 1903 in Solingen; † 10. Dezember 1998 in Grainau) war ein
deutscher Industriemanager und Vorstandsvorsitzender der Stinnes AG sowie der VEBA AG.

## Leben
Heinz P. Kemper studierte von 1921 bis 1925 am Technikum Mittweida Maschinenbau und später an der Technischen Hochschule Charlottenburg, am Carnegie Institute of Technology in Pittsburgh sowie an der New Yorker Columbia University. Anschließend sammelte er verschiedene Berufs- und Führungserfahrungen in der amerikanischen und deutschen Schwerindustrie. Nach dem Zweiten Weltkrieg wurde Kemper von der US-Militärregierung in Deutschland (OMGUS) zum Cheftreuhänder für das beschlagnahmte Vermögen der Hugo Stinnes Corporation eingesetzt. Zugleich wurde er Vorsitzender der Geschäftsführung der Hugo Stinnes GmbH in Mülheim an der Ruhr.
In dieser Doppelfunktion gelang es Kemper in den folgenden Jahren, die verschiedenen Teile des einstigen Stinnes-Konzerns vor der drohenden Entflechtung zu bewahren. Darüber hinaus bemühte er sich erfolgreich um die Rückübertragung (Repatriierung) des einst von der US-Regierung als „Feindvermögen“ beschlagnahmten Konzernteils. Zu diesem Zweck wurden 1957 zunächst die beschlagnahmten Aktien von einem deutschen Bankenkonsortium erworben und 1962 das amerikanische Stinnes-Industrievermögen auf die von Kemper geleitete 100-prozentige Tochtergesellschaft Hugo Stinnes GmbH übertragen. Zugleich wurde das Unternehmen in eine Aktiengesellschaft umgewandelt, deren Vorstandsvorsitz Kemper übernahm.
Drei Jahre später (1965) wurde die so entstandene Hugo Stinnes AG von der VEBA AG übernommen. Kemper rückte daraufhin an die Spitze des erst kurz zuvor teilprivatisierten einstigen Staatskonzerns. 1967 wurde Kemper zudem Vorstandsvorsitzender des Unternehmensverbandes Ruhrbergbau und 1969 Aufsichtsratsvorsitzender der neu geschaffenen Ruhrkohle AG.
1971 wechselte Kemper vom VEBA-Vorstand an die Spitze des Aufsichtsrates (bis 1976); neuer Vorstandsvorsitzender wurde sein bisheriger engster Mitarbeiter Rudolf von Bennigsen-Foerder.

## Ehrungen
- Großes Bundesverdienstkreuz mit Stern (1969)
- Ehrendoktorwürde der TU Clausthal (1969).